# Torneo di Carlsbad 1923
Il torneo di Carlsbad 1923 è stato un torneo internazionale di scacchi che si è svolto a Carlsbad, in Boemia, dal 27 aprile al 22 maggio 1923.
Vi parteciparono 18 giocatori di otto diversi paesi e si svolse nel Helenen Kaiserhotel di Carlsbad. Direttore di gara era Viktor Tietz.
Dopo i primi 15 turni Alekhine era in testa alla classifica, ma una sconfitta nel penultimo turno con Spielmann e una patta nell'ultimo turno con Réti gli impedirono di vincere da solo il torneo. Alla fine vinsero alla pari, con 11,5 punti su 17, Alekhine, Bogoljubov e Maróczy.
I tre vincitori ricevettero ciascuno 3.500 corone. Alekhine ricevette come premio addizionale un calice di cristallo del valore di circa 600 corone, mentre Bogoljubov ricevette 500 corone. Ci furono anche dieci premi di bellezza, di cui i primi tre andarono ad Alekhine per la sua vittoria contro Grünfeld, a Nimzovich per la vittoria contro Yates ed a Yates per la vittoria contro Alekhine.

## Classifica e risultati
| #  | Giocatore                 | 1 | 2 | 3 | 4 | 5 | 6 | 7 | 8 | 9 | 10 | 11 | 12 | 13 | 14 | 15 | 16 | 17 | 18 | Totale |
| -- | ------------------------- | - | - | - | - | - | - | - | - | - | -- | -- | -- | -- | -- | -- | -- | -- | -- | ------ |
| 1  | Alexander Alekhine (FRA)  | x | 1 | 1 | ½ | 1 | ½ | 0 | 0 | ½ | ½  | 1  | 1  | 1  | 1  | ½  | 1  | 0  | 1  | 11½    |
| 2  | Efim Bogoljubov (DEU)     | 0 | x | ½ | 0 | ½ | 1 | 1 | ½ | ½ | 1  | 1  | 1  | 0  | ½  | 1  | 1  | 1  | 1  | 11½    |
| 3  | Géza Maróczy (HUN)        | 0 | ½ | x | ½ | 1 | ½ | ½ | 1 | ½ | ½  | ½  | ½  | ½  | 1  | 1  | 1  | 1  | 1  | 11½    |
| 4  | Richard Réti (CSK)        | ½ | 1 | ½ | x | ½ | ½ | ½ | 1 | 1 | 1  | ½  | 1  | 1  | 0  | ½  | 1  | 0  | 0  | 10½    |
| 5  | Ernst Grünfeld (AUT)      | 0 | ½ | 0 | ½ | x | 1 | 1 | ½ | ½ | 1  | ½  | ½  | 1  | ½  | ½  | ½  | 1  | 1  | 10½    |
| 6  | Aron Nimzovich (DNK)      | ½ | 0 | ½ | ½ | 0 | x | 0 | 1 | ½ | 1  | 1  | 1  | 1  | 1  | 1  | 0  | 1  | 0  | 10     |
| 7  | Karel Treybal (CSK)       | 1 | 0 | ½ | ½ | 0 | 1 | x | 0 | ½ | ½  | ½  | ½  | 1  | ½  | ½  | 1  | 1  | 1  | 10     |
| 8  | Frederick Yates (ENG)     | 1 | ½ | 0 | 0 | ½ | 0 | 1 | x | ½ | ½  | 1  | ½  | 0  | 1  | 1  | ½  | 1  | ½  | 9½     |
| 9  | Richard Teichmann (DEU)   | ½ | ½ | ½ | 0 | ½ | ½ | ½ | ½ | x | ½  | 0  | ½  | ½  | ½  | ½  | 1  | 1  | 1  | 9      |
| 10 | Savielly Tartakower (POL) | ½ | 0 | ½ | 0 | 0 | 0 | ½ | ½ | ½ | x  | ½  | ½  | ½  | ½  | 1  | 1  | 1  | 1  | 8½     |
| 11 | Siegbert Tarrasch (DEU)   | 0 | 0 | ½ | ½ | ½ | 0 | ½ | 0 | 1 | ½  | x  | 0  | 1  | 1  | ½  | 1  | 0  | 1  | 8      |
| 12 | Akiba Rubinstein (POL)    | 0 | 0 | ½ | 0 | ½ | 0 | ½ | ½ | ½ | ½  | 1  | x  | 0  | 0  | 1  | 1  | 1  | ½  | 7½     |
| 13 | Jacob Bernstein (USA)     | 0 | 1 | ½ | 0 | 0 | 0 | 0 | 1 | ½ | ½  | 0  | 1  | x  | ½  | 0  | 1  | 0  | 1  | 7      |
| 14 | Heinrich Wolf (AUT)       | 0 | ½ | 0 | 1 | ½ | 0 | ½ | 0 | ½ | ½  | 0  | 1  | ½  | x  | 0  | ½  | 1  | 0  | 6½     |
| 15 | Friedrich Sämisch (DEU)   | ½ | 0 | 0 | ½ | ½ | 0 | ½ | 0 | ½ | 0  | ½  | 0  | 1  | 1  | x  | 0  | 0  | 1  | 6      |
| 16 | George A. Thomas (ENG)    | 0 | 0 | 0 | 0 | ½ | 1 | 0 | ½ | 0 | 0  | 0  | 0  | 0  | ½  | 1  | x  | 1  | 1  | 5½     |
| 17 | Rudolf Spielmann (AUT)    | 1 | 0 | 0 | 1 | 0 | 0 | 0 | 0 | 0 | 0  | 1  | 0  | 1  | 0  | 1  | 0  | x  | 0  | 5      |
| 18 | Oscar Chajes (USA)        | 0 | 0 | 0 | 1 | 0 | 1 | 0 | ½ | 0 | 0  | 0  | ½  | 0  | 1  | 0  | 0  | 1  | x  | 5      |